# Вилађо Франколино (Милано)
Вилађо Франколино је насеље у Италији у округу Милано, региону Ломбардија.
Према процени из 2011. у насељу је живело 159 становника. Насеље се налази на надморској висини од 92 м.